# Збандут, Геннадий Пантелеевич
Геннадий Пантелеевич Збандут (20 апреля 1929, Мариуполь — 8 июня 1990, Одесса) — советский организатор кинопроизводства, директор Одесской киностудии (1964—1984), доктор философских наук (1986).

## Биография
Родился 20 апреля 1929 года в Мариуполе. После войны остался сиротой. В 1953 году окончил филологический факультет Одесского государственного университета им. Мечникова. В 1959 году защитил диссертацию на соискание ученой степени кандидата философских наук «О своеобразии познания общественных явлений». 20 февраля 1961 года диссертация была утверждена в Киевском государственном университете им. Т. Г. Шевченко.
С 1961 по 1965 год работал заведующим кафедрой философии в Одесской консерватории.
В 1964 году назначен главным редактором, а затем директором Одесской киностудии.
Режиссёр Георгий Юнгвальд-Хилькевич вспоминал о нём:

…директор, Геннадий Пантелеевич Збандут, ну, дар Божий для нас всех был в то время, потому что этот человек тонко чувствовал искусство, он пытался вникнуть в наши режиссёрские муторные души. Это был единственный в своём роде руководитель, который рисковал и часто — всем. Давая снимать Высоцкого в «Опасных гастролях», он рисковал партийным билетом. И во многих других случаях тоже. Если бы не Збандут, я бы никогда не снял «Трёх мушкетеров», я бы никогда не снял Бабеля, «Искусство жить в Одессе», то есть без его рискованного участия очень многого, включая «Место встречи изменить нельзя» Славы Говорухина, не появилось бы на белый свет.
В 1984 году отстранён от должности директора киностудии и вынужден вернуться к педагогической деятельности в консерватории. Избран первым секретарем Одесского отделения Союза кинематографистов.
Скончался 8 июня 1990 года. Похоронен на Втором Христианском кладбище Одессы.
По решению городской администрации и при поддержке Союза кинематографистов Украины 4 июля 1997 года на фасаде здания Одесской киностудии в его честь открыта мемориальная доска.